# João Rodrigues de Almeida
João Rodrigues de Almeida (São Pedro do Sul, Portugal, ca. 1830 — Florianópolis, 23 de setembro de 1911) foi um padre e político brasileiro.

## Vida
Filho de José Joaquim de Almeida Dias e de Luísa Maria de Jesus. Ordenou-se em 1854. Fixou-se no Brasil em 1857, naturalizou-se brasileiro em 1871.

## Carreira
Foi deputado à Assembleia Legislativa Provincial de Santa Catarina na 23ª legislatura (1880 — 1881).
Foi vice-presidente da câmara municipal de Itajaí (1892 — 1894).